# Cyclopinoides schulzi
Cyclopinoides schulzi is een eenoogkreeftjessoort uit de familie van de Smirnovipinidae. De wetenschappelijke naam van de soort is voor het eerst geldig gepubliceerd in 1964 door Herbst.